# Managua megye
Managua  egy megye Nicaraguában. A székhelye Managua.

## Földrajz
Az ország délnyugati részén található. Megyeszékhely: Managua
9 részből áll:
1. Ciudad Sandino
2. El Crucero
3. Managua
4. Mateare
5. San Francisco Libre
6. San Rafael del Sur
7. Ticuantepe
8. Tipitapa
9. Villa Carlos Fonseca